# Clavosurcula sibogae
Clavosurcula sibogae là một loài ốc biển, thuộc ngành động vật thân mềm chân bụng sống ở biển, trong họ Turridae.